# Chalena Scholl
Chalena Scholl (* 18. Oktober 1995 in Melbourne, Florida) ist eine ehemalige US-amerikanische Tennisspielerin. Ihre Schwester Chiara ist ebenfalls Tennisprofi.

## Karriere
Scholl spielte vorrangig auf Turnieren des ITF Women’s Circuit, bei denen sie 2011 in Montego Bay jeweils einen Titel im Einzel und Doppel gewann.

## Turniersiege

### Einzel
| Nr. | Datum             | Turnier     | Kategorie   | Belag     | Finalgegnerin       | Ergebnis |
| --- | ----------------- | ----------- | ----------- | --------- | ------------------- | -------- |
| 1.  | 12. November 2011 | Montego Bay | ITF $10.000 | Hartplatz | Kateřina Kramperová | 6:2, 6:2 |

### Doppel
| Nr. | Datum            | Turnier     | Kategorie   | Belag     | Partnerin       | Finalgegnerinnen                      | Ergebnis |
| --- | ---------------- | ----------- | ----------- | --------- | --------------- | ------------------------------------- | -------- |
| 1.  | 4. November 2011 | Montego Bay | ITF $10.000 | Hartplatz | Zuzana Zlochová | Federica Grazioso Kateřina Kramperová | 6:2, 6:2 |